# Mykoło-Babanka
Mykoło-Babanka (ukr. Миколо-Бабанка) – wieś na Ukrainie, w obwodzie kirowohradzkim, w rejonie kropywnyckim, w hromadzie Ketrysaniwka. W 2001 liczyła 645 mieszkańców, spośród których 622 wskazało jako ojczysty język ukraiński, 13 rosyjski, a 10 mołdawski.